# Tom Brokaw
Thomas John Brokaw (* 6. února 1940 Webster) je americký novinář a televizní moderátor.
Pochází z rodiny s hugenotskými kořeny. Vystudoval politologii na University of South Dakota, už na škole působil jako rozhlasový hlasatel a v roce 1966 nastoupil na stanici NBC. Od roku 1973 byl jejím zpravodajem z Bílého domu, v této funkci referoval o aféře Watergate. Od roku 1976 uváděl ranní televizní talk show Today a od roku 1982 se stal moderátorem hlavního zpravodajského pořadu NBC Nightly News. Působil v něm do roku 2004 a byl ve své době řazen k „velké trojce anchormanů“, do níž patřili ještě Dan Rather ze CBS a Peter Jennings z ABC. Jako první americký žurnalista pořídil rozhovor s Michailem Gorbačovem a v roce 1989 v přímém přenosu informoval o pádu Berlínské zdi. Známý byl také jeho pořad The Arms, the Men, the Money o pozadí aféry Írán-Contras. Je autorem knihy The Greatest Generation (1998), věnované Američanům bojujícím ve druhé světové válce. Získal sedm Cen Emmy, Peabodyho cenu (1989), Prezidentskou medaili svobody (2014) a Řád čestné legie (2016).